# Dear My Friends (みのや雅彦のアルバム)
『Dear My Friends』（ディア・マイ・フレンズ）は、日本のシンガーソングライターである簔谷雅彦（現・みのや雅彦）の4枚目のアルバム。

## 解説
今作ではプロデューサーにふきのとうの山木康世が起用された。
ゲストボーカルとして、堀江淳と西島三重子を迎えた楽曲も収録されている。

## 批評
『CDジャーナル』は、「フラメンコ調のアレンジでせつなく迫る『彷徨(さまよい)』をはじめ、起伏に富んだドラマティックな楽曲を澄んだ細い声で歌うスタイルが印象的。素朴で牧歌的な『冬の海』は堀江淳のゲスト・ヴォーカルで、メロディの力で聴かせてしまう。」と批評した。

## 収録曲
- 全作詞・作曲:簑谷雅彦（特記以外）、編曲:石川鷹彦

1. 彷徨(さまよい)
作詞:山木康世・簔谷雅彦
2. 信愛
3. 冬の海
  - ゲストボーカルに堀江淳が参加している。
4. 愛すべき人達は眠りについているだろうか
5. 片想い (LPヴァージョン)
作詞:簑谷雅彦・山木康世
  - 先行シングル。シングルとアレンジが異なっている。
6. 円舞曲(ワルツ)
  - ゲストボーカルに西島三重子が参加している。
7. 雪…
作詞:簑谷雅彦・山木康世
8. 遠い昔に
9. ひとりきり
10. 涙が歌にかわるとき

## MUSICIANS
- ACOUSTIC GUITAR:石川鷹彦, 小元兵太(3)
- MANDOLIN:石川鷹彦(2,6)
- TIMPANI:石川鷹彦(10)
- KEYBOARDS:古田りんず
- BASS GUITAR:岡沢章
- ELECTRIC GUITAR :角田順
- DRUMS:渡嘉敷祐一
- PERCUSSION :浜口茂外也
- MARIMBA:古田綾子(1)
- GLOCKEN:古田綾子(10)
- HARMONICA:八木伸郎(3)
- ACCORDION:風間文彦(6)
- ELECTRIC VIOLIN:中西俊博(9)
- OBOE:石橋雅一(10)
- STRINGS:前田ストリングス(10)
- CHORUS:堀江淳(3),蛎崎弘(3),小元兵太(3),石川鷹彦(5,8),比山清(5,8),木戸やすひろ(5,8)